# Andrzej Syska
Andrzej Kazimierz Syska (ur. w 1961 w Lublinie) – polski artysta multimedialny, profesor, nauczyciel akademicki. Dyrektor Liceum Plastycznego im. Piotra Potworowskiego w Poznaniu (2001–2008). Prorektor Uniwersytetu Artystycznego w Poznaniu (2008–2016).

## Życiorys
W 1985 ukończył studia w Państwowej Wyższej Szkole Sztuk Plastycznych w Poznaniu. Debiutował w latach osiemdziesiątych jako członek poznańskiej grupy O’PA. Jego pierwszą fascynacją było malarstwo. W obrazach z tamtego okresu zajmował się problemami związanymi z przestrzenią i geometrią układów na płaszczyźnie.
Później zaczął tworzyć obiekty trójwymiarowe, realizacje przestrzenne, zrywające z jakąkolwiek iluzją przestrzeni. Używał przedmiotów gotowych, grupowanych w intuicyjne zbiory, generujące nowe, nieoczekiwane sensy, naruszające powszechne kategorie znaczeniowe. Rządziły się one własnymi lub „cytowanymi” z natury prawami.
Od lat dziewięćdziesiątych do teraz główny nurt jego twórczości tworzą instalacje. W większości z nich niebagatelną rolę odgrywa światło.
Od 1999 jest kierownikiem Pracowni Transformacji Przestrzeni i Mediów w Katedrze Intermediów Wydziału Komunikacji Multimedialnej Uniwersytetu Artystycznego w Poznaniu. W 2004 uzyskał tytuł profesora w dziedzinie sztuk plastycznych.

## Twórczość
Operowanie światłem jest w przypadku Syski kluczowe dla semantycznej warstwy prac. Nie mniej istotne jest, że instalacje otwierają się na interakcję. Stosowane przez Syskę czujniki ruchu i ciepła sprawiają, że prace „ożywają” dopiero w zetknięciu z odbiorcą. Tworzywem sztuki staje się dzięki temu przypadek i oparty na przypadku proces przemiany. Poza światłem ważną rolę w instalacjach Syski odgrywa także temperatura, zmiana temperatury, powoduje włączanie się lub wyłączanie różnych, skonstruowanych specjalnie dla potrzeb prac, mechanizmów. Dzięki nim prace, które artysta traktuje jako samoregulujące się i samosterujące organizmy, zaczynają „żyć”. Działają one często w sposób przypadkowy, nieracjonalny, trudny do przewidzenia i kontrolowania.
W pracach takich jak „Lumenofobie”, „Światłosfery” czy „Abberacje” światło jest podstawowym materiałem artystycznym, buduje strukturę prac, pozwala ujawnić się ukrytym wizerunkom lub je ożywia, jest dominującą energią. Rodzi się ono często ze skomplikowanych układów elektrycznych połączeń, których źródło nie zawsze jest do końca identyfikowalne.
Andrzej Syska zrealizował ponad 30 wystaw indywidualnych, z których najważniejsze to: „Światłosfery” w Państwowej Galerii Sztuki w Sopocie w 1995, „Dark rooms” w Zamku Ujazdowskim w Warszawie w 1997 i „Cyrkulacje, Pulsacje, Lśnienia” w poznańskim „Arsenale” w 1998.